# Psychotria pubituba
Psychotria pubituba är en måreväxtart som beskrevs av Spencer Le Marchant Moore. Psychotria pubituba ingår i släktet Psychotria och familjen måreväxter. Inga underarter finns listade i Catalogue of Life.